# Gare de Rochester
La  gare de Rochester est une gare ferroviaire des États-Unis située à Rochester dans l'État de New York; elle est desservie par plusieurs lignes d'Amtrak.

## Histoire
Elle est construite en 1978.

## Service des voyageurs

### Desserte
Elle est desservie par des liaisons longue-distance Amtrak :
- L'Empire Service: Niagara Falls (NY) - New York
- Le Lakeshore Limited: Chicago - New York/Boston
- Le Maple Leaf: Toronto - New York